# Nagynyárád megállóhely
Nagynyárád megállóhely egy vasúti megállóhely a Baranya vármegyei Nagynyárád községben, a MÁV üzemeltetésében. A község lakott területének szélétől mintegy 800 méterre, központjától jó másfél kilométerre északnyugatra helyezkedik el, közvetlenül az 5703-as út vasúti keresztezésének déli oldalánál.

## Vasútvonalak
A megállóhelyet az alábbi vasútvonalak érintik:
- Pécs–Mohács-vasútvonal

## Kapcsolódó állomások
A megállóhelyhez az alábbi állomások vannak a legközelebb:
- Bóly megállóhely (Pécs–Mohács-vasútvonal)
- Középmező megállóhely (Pécs–Mohács-vasútvonal)

## Forgalom
| Járat        | Útvonal | Gyakoriság |
| ------------ | --- | ---------- |
| személyvonat | Pécs – Pécs-Külváros – Pécsbánya-Rendező – Pécsudvard – Szőkéd – Áta – Kistótfalu – Vokány – Palkonya – Villánykövesd – Villány – Márok – Bóly – Nagynyárád – Középmező – Mohács | Napi 2 pár |
| személyvonat | Mohács – Középmező – Nagynyárád – Bóly – Márok – Villány | Napi 5 pár |